# Jamiroquai
I Jamiroquai sono un gruppo musicale britannico formatosi a Londra nel 1992; vengono riconosciuti fra i principali esponenti della scena acid jazz britannica.
Il nome deriva da una fusione tra i termini jam- e -iroquai, nome in inglese delle tribù native americane delle Sei Nazioni che vanno sotto il nome di Irochesi. Vincono un Grammy Award per il miglior video dell'anno nel 1997 con Virtual Insanity.

## Storia
Tra i fondatori figura il frontman Jason "Jay" Kay, figlio d'arte (sua madre Karen Kay cantante e il padre chitarrista jazz). Dopo che Jay Kay fu rifiutato ad un'audizione come cantante dai Brand New Heavies, decise di formare una sua band con l'aiuto del tastierista Toby Smith. Il primo singolo dei Jamiroquai, When You Gonna Learn, uscì nel 1992 per l'etichetta Acid Jazz. L'enorme successo che ne seguì attirò l'interesse di una potente major quale la Sony Records, che fece firmare a Jason un contratto da un milione di sterline, che prevedeva l'incisione di otto album. Il primo disco per la nuova etichetta fu Emergency on Planet Earth che esce il 17 maggio 1993, caratterizzato da sonorità soul, funk, arrangiamenti para-jazzistici e testi che affrontavano temi ecologisti e sociali.
Il disco ottiene un grande successo arrivando in prima posizione nella classifica degli album più venduti del Regno Unito (posizione che tenne per tre settimane) ed anche i singoli estratti come When You Gonna Learn, Blow Your Mind e Too Young to Die ebbero consensi da pubblico e critica facendo dei Jamiroquai uno dei più famosi gruppi inglesi fra gli emergenti del periodo. Ben presto, non meno importanti si dimostrarono le esibizioni live della band, a cui si era unito il bassista Stuart Zender. Fu proprio durante i concerti che la figura di Jason Kay emerse sul resto del gruppo, proclamandolo leader del gruppo e rendendo particolarmente caratteristico il suo look, fatto di vistosi ed ingombranti copricapo, che caratterizzeranno anche la produzione video.
Seguì nel 1994 The Return of the Space Cowboy, disco nel quale funk e atmosfere psichedeliche sono più marcate. Nell'album è inclusa Space Cowboy, brano diventato manifesto sonoro ed ideologico dei Jamiroquai: al solito lavoro d'armonia, Jay Kay sovrappone una melodia in falsetto il cui testo esalta le emozioni ed i viaggi onirici provocati dalla cannabis, stupefacente che non mancherà mai nelle tematiche del gruppo. I Jamiroquai consolidano comunque il proprio successo: l'album raggiunge la seconda posizione nel Regno Unito anche grazie a singoli come Half the Man e Stilness in Time (Space Cowboy ottiene un gran successo radiofonico entrando in top 20 nel Regno Unito, raggiungendo la prima posizione nell'U.S. Dance Chart e la terza posizione in Italia) stabilizzando la formazione con l'ingresso alla batteria di Derrick McKenzie, il percussionista Sola Akingbola ed ospitando nei concerti il DJ D-Zire.
La fama internazionale della band esplose con il loro terzo album, Travelling Without Moving nel 1996 dal quale vennero estratti tre dei singoli di maggior successo nella carriera del gruppo: Virtual Insanity (terza posizione nel Regno Unito e prima in Italia) Cosmic Girl e Alright stabilendo un grande successo anche nel mercato discografico degli Stati Uniti d'America. Nel 1997 il video di Virtual Insanity vince quattro MTV Video Music Awards: "miglior video dell'anno", "migliori effetti speciali", "migliore fotografia", "miglior video di successo". L'album, che ha portato la band al successo mondiale dopo milioni di dischi venduti in tutta Europa, già si distanzia dalla nicchia dell'acid jazz, per avvicinarsi a territori funk e dance pop. Sempre nel 1997 va menzionata la performance agli MTV Music Awards, nella quale viene reso omaggio a Diana Ross con una cover di Upside Down, degna conclusione di un'annata straordinaria per il gruppo, che arriverà al culmine con la vincita del Grammy Award grazie a Virtual Insanity. L'album Travelling Without Moving arriverà a vendere oltre 11,5 milioni di copie diventando l'album funk più venduto nella storia.
Nel 1998 viene pubblicato il singolo Deeper Underground, tema principale nella colonna sonora del film Godzilla che ottiene un notevole successo nelle classifiche di tutto il mondo divenendo il primo (e finora unico) singolo dei Jamiroquai ad aver raggiunto la prima posizione nel Regno Unito. Nello stesso anno la band, già in lavorazione sul seguito di Travelling Without Moving, entra in una fase di crisi, che culmina con la defezione del bassista Stuart Zender. Le motivazioni ufficiali alludono a divergenze inconciliabili riguardo alle royalties e ai meriti compositivi dei Jamiroquai; ma l'evoluzione musicale e strutturale della band, dove il leader Jay Kay spinge sempre più ad una totale coincidenza del nome Jamiroquai con la propria persona, lasciano intendere che alla base dell'abbandono vi siano anche motivi personali ed artistici. Nello stesso periodo iniziano a circolare pure voci riguardo ad un possibile scioglimento della band, anche per problemi di instabilità derivanti dall'uso sempre più massiccio di droghe da parte di Jason Kay.
Proprio per evitare problemi legati ai diritti d'autore, la band incide daccapo un album ormai già pronto e dà alle stampe nel 1999, il quarto lavoro Synkronized. Ad eccezione del singolo Canned Heat, usato per il film Center Stage del 2000 ed in seguito per Napoleon Dynamite del 2004, l'album non ottiene lo stesso successo del predecessore. Infatti nonostante l'album riesca a vendere ben 10 milioni di copie arrivando primo in numerosi paesi, compresa l'Inghilterra, passa quasi inosservato negli Stati Uniti. Sarà proprio questo uno dei maggiori motivi di scontri tra Jay Kay e la Sony, poiché il cantante non condividerà mai le strategie della sua etichetta storica verso il mercato americano, dove il gruppo ha piazzato solo due degli oltre 40 milioni di dischi venduti. Completamente abbandonate le sonorità acid jazz, i Jamiroquai alternano recuperi di dance anni settanta ad esperimenti di musica elettronica. Non a caso le parti di basso elettrico, dominanti nei precedenti lavori, vengono spesso sostituite dai synth del tastierista Toby Smith.
Queste nuove influenze diventano ancora più evidenti nel quinto album A Funk Odyssey del 2001. Il disco raggiunge la prima posizione in molti paesi, compreso il Regno Unito e l'Italia, dimostrandosi uno dei migliori lavori dei Jamiroquai. Il primo singolo estratto Little L ottiene notevole popolarità in tutto il mondo raggiungendo la terza posizione in Italia e la quinta nel Regno Unito, ma non da meno saranno altri singoli come You Give Me Something, Corner of the Earth ed in particolar modo Love Foolosophy che eseguirà dal vivo durante la serata finale del Festivalbar 2002. Tutt'oggi questo è etichettato come l'album della "perfezione" del gruppo, grazie al sound, pezzi come Little L ed i milioni di copie vendute. Sarà uno dei pochi della band che riceveranno grande accoglienza da critica e stampa musicale (sono quattro su cinque le stelline di valutazione secondo Allmusic). Alcuni accuseranno il gruppo di aver creato un album vuoto, senza cuore, ma Jay Kay respingerà subito le accuse dichiarando che A Funk Odyssey è stato creato durante un «impeto di passione», a differenza di Synkronized, molto più ragionato e lavorato e che quello era sicuramente il miglior album dei Jamiroquai.
Contemporaneamente altri tre membri lasciano il gruppo: il chitarrista Simon Katz, rimpiazzato da Rob Harris, il dj Darren Galea e nel 2002 anche Toby Smith, il coautore della maggioranza dei brani del gruppo, sostituito da Matt Johnson. Dalla formazione originale del 1992, Jay Kay è l'ultimo membro rimasto. Nel 2003 viene pubblicata una compilation di brani firmata da Jay Kay, a cui segue nel 2005 Dynamite, che ottiene ottimi piazzamenti nelle classifiche di tutto il mondo, sebbene inferiori ai lavori precedenti. L'album fu un parziale "insuccesso" (se veramente si può definire tale): infatti è l'unico album dei Jamiroquai a non aver raggiunto la prima o la seconda posizione nelle classifiche inglesi, poiché è arrivato terzo
Nel marzo del 2006 i Jamiroquai cambiano etichetta discografica, passando dalla Sony Music alla Columbia Records e nel novembre dello stesso anno pubblicano il Greatest Hits High Times: Singles 1992-2006. Il disco è un doppio cd, il primo è dedicato appunto ai migliori brani dei Jamiroquai più alcuni inediti, mentre il secondo dei remix dei loro brani. Il disco ottiene un ottimo successo raggiungendo la prima posizione nel Regno Unito e la quinta in Italia, anche grazie al singolo inedito Runaway. Nel gennaio 2008 la band ha ufficialmente dichiarato di essere tornata al lavoro e di stare lavorando ad almeno undici tracce nuove, ma dopo due anni ancora non vi sono notizie certe sulla data della pubblicazione. Il batterista Derrick Mckenzie, in un'intervista radio, ha dichiarato che la band ha registrato oltre 40 tracce, alcune disco e altre più funky e soul: i migliori pezzi comporranno il nuovo album in uscita a novembre 2010, data finalmente dichiarata dallo stesso Jay Kay a margine di quasi tutti i concerti estivi.
Nell'estate 2010 la band continua ad essere in tour in giro per l'Europa fino agli inizi di agosto, impegnata in concerto in occasione dei principali festival estivi, tra cui quello alla Mostra d'Oltremare a Napoli (unico concerto in Italia) per il Neapolis Rock Festival il 16 luglio, dove la band ha presentato una traccia del nuovo album dal titolo "Rock, Dust, Light, Star". Nel settembre del 2010 esce il singolo White Knuckle Ride, che anticipa l'album Rock Dust Light Star, che ottiene subito la prima posizione dei singoli più scaricati in Italia.
Il 21 giugno 2016 il bassista della band, Paul Turner, ha annunciato un nuovo album previsto per l'inizio del mese di novembre. Dopo mesi di silenzio, il 16 Gennaio 2017 la band pubblica nella loro pagina ufficiale un teaser di 20 secondi, annunciando così l'uscita imminente di un nuovo singolo e del nuovo album Automaton, quest'ultimo previsto per il 31 marzo 2017. A seguire viene annunciato un nuovo tour che partirà dopo l'uscita del disco.
Il 6 giugno 2011 è uscito il nuovo singolo intitolato Smile del quale è stato reso disponibile il download gratuito su molti siti web e social network.

## Stile musicale
Riconosciuti come esponenti del funk e della scena acid jazz londinese, i Jamiroquai sono autori di una musica dalle contaminazioni soul anni settanta, disco music e dance. Molti sono soliti riconoscere nella voce del cantante Jay Kay una grande somiglianza con quella di Stevie Wonder. Sebbene lo stile si sia definito stabilmente con gli album pubblicati negli anni novanta, con un'impronta maggiormente soul rispetto all'esordio Emergency on Planet Earth (1993), i dischi usciti in seguito spaziano dai riferimenti latini di A Funk Odyssey (2001), a quelli elettronici di Dynamite (2005) a quelli più rock di Rock Dust Light Star (2010). AllMusic attribuisce a loro anche influenze di alternative dance, rock alternativo e trip-hop.

## Formazione

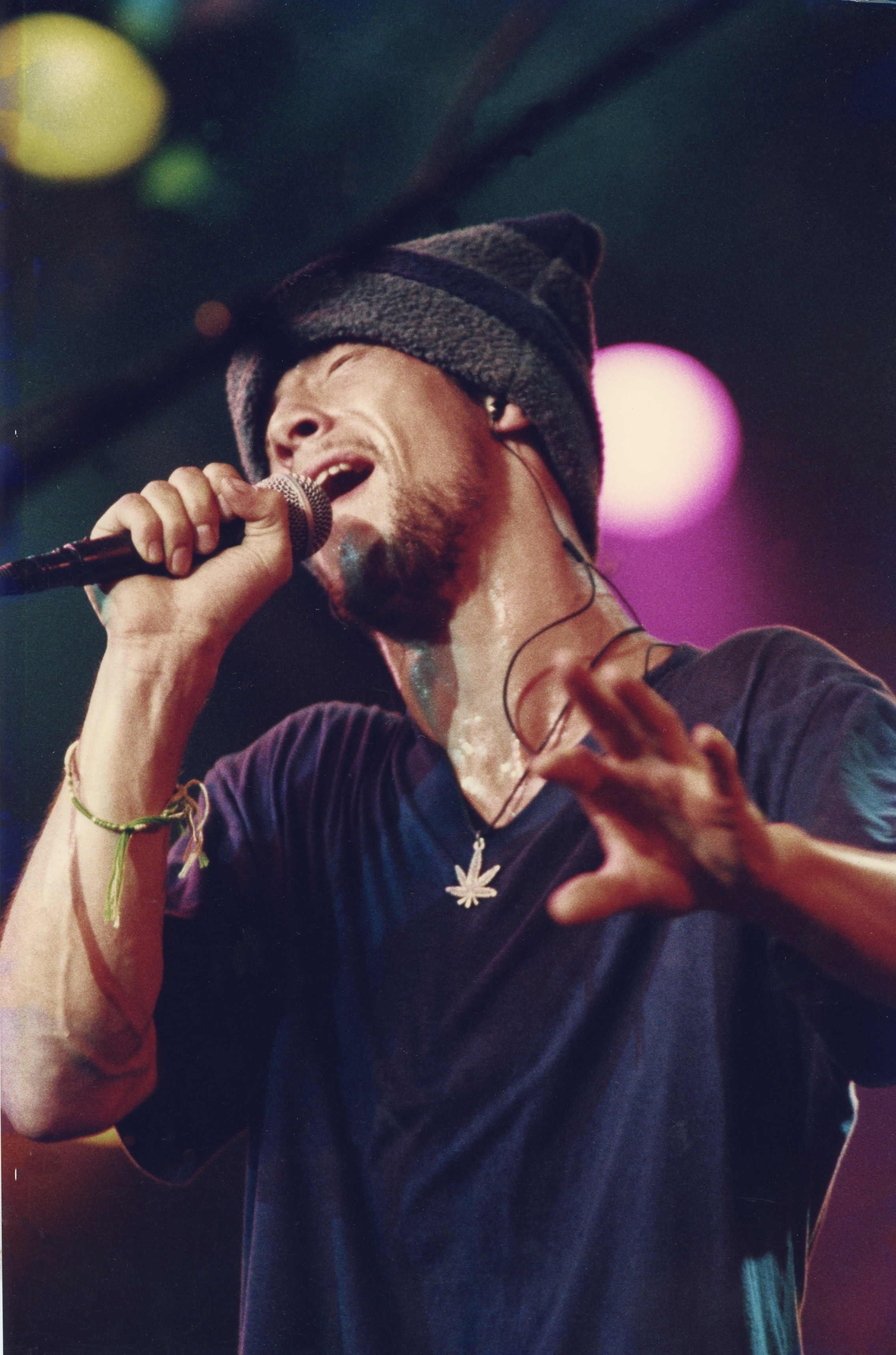
Jay Kay

### Membri ufficiali
- Jason Kay – voce
- Rob Harris – chitarra
- Paul Turner – basso
- Derrick McKenzie – batteria
- Sola Akingbola – percussioni
- Matt Johnson – tastiere
- Nate Williams - tastiere e chitarra

### Altri membri
- Hazel Fernandez - coro
- Valerie Etienne - coro
- Lorraine Cato - coro
- Malcom Strachan - flauto, tromba
- James Russel - sassofono
- Jim Corry - sassofono

### Ex componenti
- Toby Smith - tastiere (1992-2002)
- Simon Carter - tastiere (1999-2002)
- Wallis Buchanan - didgeridoo (1992-2001)
- Gavin Dodds - chitarra (1993-1994)
- Simon Katz - chitarra (1995-2001)
- Stuart Zender - basso (1992-1998)
- Nick Fyffe - basso (1998-2003)
- Nick Van Gelder - batteria (1993)
- Maurizio Ravalico - percussioni (1992-1994)
- Darren Galea aka DJ D-Zire - giradischi (1993-2001)
- Mike Smith - flauto, sassofono (1993-2000)
- Adrian Revell - flauto, sassofono (1995-1997)
- Winston Rollins - trombone (1994-1997)
- Martin Shaw - tromba (1995-2001)
- Sam Smith - coro
- Dee Lewis - coro

## Discografia
- 1993 - Emergency on Planet Earth
- 1994 - The Return of the Space Cowboy
- 1996 - Travelling Without Moving
- 1999 - Synkronized
- 2001 - A Funk Odyssey
- 2005 - Dynamite
- 2010 - Rock Dust Light Star
- 2017 - Automaton

## Videografia
- 2002 - Live in Verona
- 2007 - Jamiroquai - Live at Montreux 2003